# Dværgmandel
Dværgmandel (Prunus tenella), også skrevet Dværg-Mandel, er en lille, løvfældende busk med en tueformet, tætgrenet vækstform og lyserøde blomster før løvspring. Busken dyrkes på grund af den tidlige blomstring og det flotte høstløv.

## Beskrivelse
Dværgmandel er en lille, løvfældende busk med en tueformet, tætgrenet vækstform. grenene er tynde med fine sideskud. Barken er først blakket rødbrun/gråbeige. Senere bliver den grå med fine barkporer. Gamle grene har mørkegrå, let furet bark. Knopperne er spredte, tiltrykte, kegleformede og små. Farven er brun med rød spids. Alle knopper sidder på opsvulmede knopfæster. 
Bladene er lancetformede med skarpt savtakket rand. Oversiden er blank og mørkegrøn, mens undersiden er lysegrøn. Høstfarven er bleggul. Blomstringen sker lige før løvspringet og fortsætter, mens det foregår. Blomsterne springer ud før bladene i april-maj. De sidder 1-3 sammen i bladhjørnerne. De er ret store og lyserøde. Da de ses så tidligt og i så store mængder, virker buskens blomstring ganske overvældende. Frugterne er lodne stenfrugter, der er bygget og ser ud som små mandelfrugter (ikke at forveksle med mandler, som er kernerne fra stenen inden i frugten).
Rodnettet består af kraftige, vandrette hovedrødder med tætte bundter af siderødder. Planten sætter mange rodskud, især når rødderne bliver såret. Podede planter har "Mirabelle"-rødder (se under Blomme).
Højde x bredde og årlig tilvækst: 2 x 2 m (10 x 10 cm/år), heri ikke medregnet eventuelle rodskud.

## Hjemsted
Dværgmandel er udbredt fra Østrig over Ungarn og Ukraine, Rusland og Centralasien til Sibirien. Alle steder gror den i tørre græsstepper, overdrev og kratskove på mineralrig bund, og den findes bl.a. på stenet og kalkrig bund i Balkan-landene. 
I Mähren omfatter det pannoniske varmeområde de sydlige og midterste Karpater (Pavlov bakkerne). Disse områder var oprindeligt dækket af stepper, skovstepper og lyse egeskove, og i resterne af disse oprindelige vegetationer vokser arten sammen med bl.a. fjergræs, dværgkirsebær, Festuca valesiaca, jordstar, klitrose, Seseli pallasii (en art af hjorterod), tatarisk strandkål, østrigsk astragel og østrigsk gyvel

## Anvendelse
Planten bruges ofte i forgrunden af busketter, men den er lidt drilsk, for de mange udløbere og de talrige rodskud kan gøre den ukrudtsagtig. Den bør dyrkes i stenet jord og i fuld sol på et sted, hvor den ikke kan sende udløbere ud imellem andre planter (plant den f.eks. i en brøndring med én eller flere af de ovennævnte arter som bunddække).

## Billeder
|  |  |  |  |

| Portal | Portal:Botanik |

## Note
1. ↑  Antonín Buček, Jan Lacina og Zdeněk Laštůvka: Pannonian Steppe Grasslands in Moravia Arkiveret 10. september 2010 hos  Wayback Machine (engelsk)